# Кубок Беларуси по футболу 1998/1999
Кубок Беларуси по футболу 1998/1999 годов — 8-й розыгрыш ежегодного клубного турнира, второго по значимости в стране. Финал Кубка состоялся 29 мая на стадионе «Динамо» в Минске. Обладателем трофея во 2-й раз стала бобруйская «Белшина», переигравшая 
мозырьскую «Славию» только в серии послематчевых пенальти.

## 1/16 финала
Матчи состоялись 18 июля 1998 года.
| Хозяева                     | Счёт          | Гости                     |
| --------------------------- | ------------- | ------------------------- |
| Свислочь-Кровля (Осиповичи) | 0:3           | Белшина (Бобруйск)        |
| Динамо-Энергогаз (Витебск)  | 3:3(3:4 пен.) | Нафтан-Девон (Новополоцк) |
| Полесье (Козенки)           | 0:1           | Торпедо (Минск)           |
| Коммунальник (Светлогорск)  | 0:0(4:3 пен.) | Коммунальник (Слоним)     |
| Ведрич-97 (Речица)          | 0:9           | БАТЭ (Борисов)            |
| Верас (Несвиж)              | 0:2           | Славия (Мозырь)           |
| ЗЛиН (Гомель)               | 0:4           | Днепр-Трансмаш            |
| Торпедо (Жодино)            | 2:3           | Динамо (Минск)            |
| Белкард (Гродно)            | 0:3           | Торпедо-Кадино (Могилёв)  |
| ФК Лида                     | 0:1           | ФК Молодечно              |
| ФК Береза                   | 1:2(д.в.)     | Неман (Гродно)            |
| Звезда-ВА-БГУ (Минск)       | 2:2(5:4 пен.) | Динамо-93 (Минск)         |
| Пинск-900                   | 1:2           | Шахтёр (Солигорск)        |
| Вейно (Могилевский район)   | 0:4           | Локомотив-96 (Витебск)    |
| Динамо-Юни (Минск)          | 0:1           | Динамо (Брест)            |
| ФК Рогачев                  | 0:1           | ФК Гомель                 |

## 1/8 финала
Матчи состоялись 23 сентября 1998 года.
| Хозяева                  | Счёт          | Гости                      |
| ------------------------ | ------------- | -------------------------- |
| БАТЭ (Борисов)           | 7:1           | Звезда-ВА-БГУ (Минск)      |
| Динамо (Минск)           | 2:4           | Славия (Мозырь)            |
| Днепр-Трансмаш (Могилев) | 2:0           | Нафтан-Девон (Новополоцк)  |
| ФК Молодечно             | 1:1(8:7 пен.) | Шахтёр (Солигорск)         |
| Динамо (Брест)           | 0:2           | ФК Гомель                  |
| Торпедо (Минск)          | 2:1           | Коммунальник (Светлогорск) |
| Белшина (Бобруйск)       | 3:0           | Локомотив-96 (Витебск)     |
| Торпедо-Кадино (Могилёв) | 0:2           | Неман (Гродно)             |

## 1/4 финала
Матчи состоялись 29 апреля 1999 года.
| Хозяева                | Счёт | Гости                    |
| ---------------------- | ---- | ------------------------ |
| БАТЭ (Борисов)         | 2:1  | Днепр-Трансмаш (Могилев) |
| Неман-Белкард (Гродно) | 0:1  | Белшина (Бобруйск)       |
| ФК Гомель              | 0:1  | Славия (Мозырь)          |
| ФК Молодечно           | 1:3  | Торпедо-МАЗ (Минск)      |

## 1/2 финала
Матчи состоялись 11 мая 1999 года.
| Хозяева            | Счёт | Гости               |
| ------------------ | ---- | ------------------- |
| Славия (Мозырь)    | 2:1  | БАТЭ (Борисов)      |
| Белшина (Бобруйск) | 1:0  | Торпедо-МАЗ (Минск) |

## Финал
| Белшина (Бобруйск)                          | 1:1 (пен. 4:2) | Славия (Мозырь) |
| Хлебосолов 9′                               | Голы           | Стрипейкис 48′ \| Серия пенальти: \| \| \| \| Разумович · Тимофеев · Михалёв · Турчинович \| 4:2 \| Стрипейкис · Саматов · Данилюк · Кушнир \| |
| Серия пенальти:                             |                | |
| Разумович · Тимофеев · Михалёв · Турчинович | 4:2            | Стрипейкис · Саматов · Данилюк · Кушнир |

| Серия пенальти:                             |     |                                         |
| Разумович · Тимофеев · Михалёв · Турчинович | 4:2 | Стрипейкис · Саматов · Данилюк · Кушнир |

| Обладатель Кубка Беларуси 1998/99 |
| --------------------------------- |
| Белшина (Бобруйск) Второй кубок   |